# Moenkhausia barbouri
Moenkhausia barbouri är en fiskart som beskrevs av Eigenmann, 1908. Moenkhausia barbouri ingår i släktet Moenkhausia och familjen Characidae. Inga underarter finns listade i Catalogue of Life.